# Casten Feif
Casten Feif, född 29 september 1662 i Tyska S:ta Gertruds församling i Stockholm, död där 12 mars 1739, var en svensk friherre och ämbetsman.

## Biografi
Casten Feif var son till kramhandlaren i Stockholm, Peter Feif, och Maria Hoff, som var dotter till Casten Hoff (som gett namn till Kastenhof). På farmoderns sida var han ättling till borgmästaren Olof Andersson och Bureättling.
Efter en tids vistelse i Finland som hattmakarlärling ingick Feif i kungliga kansliet, där han fick stor nytta av sina kunskaper i finska, blev 1704 sekreterare och 1708 krigsråd.
Casten Feif brukar beskrivas som Karl XII:s sekreterare och gunstling under åren i fält under stora nordiska kriget. Det var dock först efter Karl XII:s ankomst till Turkiet, dit Feif följt honom, som han började utöva något större inflytande. Väl sedd av kungen och nästan ständigt i hans närhet, hörde Feif otvivelaktigt till Karl XII mest betrodda och använda tjänare. År 1705 adlades Feif. Efter förlusten 1709 vid Poltava utnämndes han till kansliråd och blev chef för den så kallade Inrikes-expeditionen.  Från 1714 till 1715 var Feif landshövding i Västmanlands län, trots att han under denna period befann sig i det Osmanska riket. Feif var aktiv i de reformer som man drev igenom under denna period, bland dessa bland annat en ny skattereform (1712) och en ny kansliordning (1713). 
Feif blev friherre 1715 och var under åren 1715 till 1719 ombudsråd, som var den högste ombudsmannen inom ämbetsverket, samtidigt som han var chef för krigsexpeditionen. År 1723 blev han president för statskontoret.
Feif klandrades för många av de mer impopulära reformerna under denna tid, och beskylldes även för kryperi och förtal ha vunnit sin gunst hos kungen. Nicodemus Tessin d.y., med vilken Feif å kungens vägnar stod i livlig brevväxling, har dock gett Feif de bästa vitsord.
Efter Casten Feif finns ett stort antal brev bevarade i olika arkiv och samlingar. 
Feif var gift med Anna Christina Barckhusen. En av deras döttrar var gift med Samuel Åkerhielm den yngre och är stammoder till den friherrliga ätten Åkerhielm af Margrethelund.

## Övrigt
Orgeln skänktes till Ödeby kyrka av greve Magnus Gabriel De la Gardie. Orgeln reparerades av Olof Hedlund, Stockholm på bekostnad av baron Casten Feif.